# Rádióamatőr Készenléti Szolgálat
A Rádióamatőr Készenléti Szolgálat célja, feladata, hogy felkészítse a rádióamatőröket egy esetlegesen bekövetkező vészhelyzetre, szükségállapotra, katasztrófára. Felkészülés olyan helyzetekre, amikor tartós áramkimaradás, vagy egyéb okok miatt a professzionális hírközlő hálózatok (mobilhálózatok, internet, EDR, telefon, stb...) működésképtelenné, vagy túlterheltté válnak, és szükségszerűvé válik a rádióamatőrök bevonása a vészhelyzeti kommunikáció biztosítására.
A rádióamatőrök az egész világon, - így Magyarországon is - a lakosság eloszlási arányának megfelelően élnek. Az egész országra kiterjedő természetes hálózatot alkotnak. Tehát valószínűsíthető, hogy egy esetleges katasztrófa által érintett, vagy azzal közvetlenül szomszédos területen él legalább egy rádióamatőr. A rádióamatőrökre jellemző a rádióelektronikai berendezések kezelésének magas fokú ismerete, a számítástechnikai eszközök használata mellett a folyamatos önképzés.
Magyarországon is megvan az igény arra, hogy a rádióamatőrök segítsék a katasztrófavédelmi hatóság munkáját, amelyet több, helyi katasztrófavédelmi vezető vett már igénybe. A MRASZ további erőfeszítéseket tesz arra vonatkozóan, hogy a rádióamatőröket egységesen készítse fel a szükséghelyzetben történő rádióforgalmazásra.
A Magyar Rádióamatőr Szövetség 2011-ben szervezte újjá a katasztrófák alkalmával híradást biztosító szolgálatát.

## Törvényi háttér
15/2013. (IX. 25.) NMHH rendelet a rádióamatőr szolgálatról - 15§ (3) szerint:
Rádióamatőrök csak egymás között forgalmazhatnak. Kivételt jelent a szükség- és vészhelyzet, amikor a rádióamatőr a segítségnyújtással kapcsolatos információkat köteles harmadik fél számára továbbítani.

## Az RKSZ célja
Felkészülni váratlan helyzetben is a rádiózásra elsődlegesen a vészhelyzeti frekvenciákon a meghatározott üzemmódokban.

## Az RKSZ működése
A készenlét szükség esetén megvalósítható az állandó QTH-n, kitelepülve és áramszolgáltatás nélkül is.
A Rádióamatőr Készenléti Szolgálat útmutatásokkal és szervezett gyakorlatokkal készül fel a segítségnyújtásra.
A célok érdekében az RKSZ-tag vállalja:
- A gyakorlatok során betartja a vonatkozó rádióamatőr szabályokat.
- Fegyelmezetten és segítőkészen forgalmaz.
- Az e-mailekre öt napon belül válaszol.
- Lehetőségei szerint részt vesz a szervezett gyakorlatokon.
- Értesíti a koordinátort, ha a rendszeresen olvasott e-mail címe és a mobiltelefon száma megváltozik.
- Veszélyhelyzetben és a gyakorlatok alkalmával a vészhelyzeti frekvenciákon és az érintett átjátszókon a vezető állomás utasításait figyeli és azokat betartja. A nem RKSZ-tag rádióamatőrök figyelmét udvariasan felhívja a frekvencia vagy az átjátszó szabadon hagyására.
- Az RKSZ-tag igényelheti a gyakorlatok és veszélyhelyzet alkalmával használható HGxRKSZ speciális hívójelet. A hívójel használati jogot e-mailben lehet kérelmezni a koordinátortól. A hívójel csak az előre meghatározott időtartam alatt, frekvencián és üzemmódban használható.

| Sáv/eszköz      | Frekvencia (kHz)  | Üzemmód | Csatornaszám (régi felosztás) | Csatornaszám (új felosztás) |
| --------------- | ----------------- | ------- | ----------------------------- | --------------------------- |
| 80 m            | 3630              | LSB     |                               |                             |
| 40 m            | 7105              | LSB     |                               |                             |
| 2 m             | 145500            | FM      | S20                           | V40                         |
| QO-100 műhold   | 2400140           |         |                               |                             |
| QO-100 műhold   | 10489640          |         |                               |                             |
| HG1RVA átjátszó | 145062.5/145662.5 | FM      |                               | V05/RV53                    |
| HG9RVA átjátszó | 145125/145725     | FM      |                               | V10/RV58                    |

Másodlagosan felhasználásra kerülhet valamennyi amatőrsáv és üzemmód, beleértve a digitális üzemmódokat is.

## Erőforrások, legetőségek[1]
A ma már túlnyomó többségükben jó minőségű, gyári berendezésekkel dolgozó amatőrök képesek az adott célnak megfelelő antennákat kiválasztani és használni.
Meg tudják határozni, melyik napszakban, milyen frekvencián és milyen összeköttetésre, melyik antenna a legmegfelelőbb. A folyamatos használat miatt berendezéseik működőképesek, karbantartottak.
Egy közepesen felszerelt rádióamatőr állomás értéke több százezer forint, ami azt jelenti, hogy hasonló sűrűségű hálózat kiépítése több százmillió forintba kerülne. A készülékek kisebb hibáit, de az antennák és a tápegységek minden meghibásodását is maguk javítják, mert megvannak hozzá az ismereteik és az eszközeik. A rádióamatőrök felszerelésüket jól ismerik, nehezített körülmények között tudnak kommunikálni.
A rádió adó-vevők rendelkeznek olyan antennaillesztő egységgel, amelynek segítségével a fixen kiépített antennától eltérő környezetben, vagy a megsérült antenna helyett telepített ideiglenes antennahuzallal is képesek forgalmazni. Általában nem okoz problémát egy kézitáskában vagy egy hátizsákban elférő működő állomás összeállítása sem.
A rádióamatőrök a lakóhelyüktől eltérő környezetben is képesek egymással rádióösszeköttetésbe lépni különböző, kiépített infrastruktúra (hálózati áram, telefon, internet, GSM, mobiltelefon stb.) nélkül is.
Az esetek többségében a rádióamatőrök a katasztrófa helyszínén vannak és helyismerettel is rendelkeznek.
A VHF vagy UHF sávon működő rádióamatőr átjátszók is nagy segítséget jelentenek.